# Andrzej Gondek
Andrzej Jerzy Gondek (ur. 27 czerwca 1936 r. w Łodzi, zm. 15 października 1977 r. w Stargardzie) – artysta rzeźbiarz.

## Życiorys
Dzieciństwo i młodość spędził na Podhalu. Ukończył Państwowe Liceum Technik Plastycznych im. Antoniego Kenara w Zakopanem, a następnie odbył studia w Państwowej Wyższej Szkole Sztuk Plastycznych w Gdańsku w pracowni prof. Alfreda Wiśniewskiego. Po studiach pracował w szkolnictwie artystycznym, w spółdzielczości Cepelia. Służył zawodowo w Wojsku Polskim. Od 1970 roku zamieszkał w Stargardzie. 

## Twórczość
Uprawiał rzeźbę pełnoplastyczną, najczęściej w drewnie. 
Dla miasta Gdyni wykonał szereg rzeźb przedstawiających sławnych ludzi, m.in. Antoniego Abrahama, Ernesta Hemingwaya. Jest autorem figury Portowca. Jego dzieła eksponowane były w 1975 roku na wystawie XXX-lecia Plastyki Szczecińskiej, zorganizowanej przez Związek Polskich Artystów Plastyków Okręgu Szczecińskiego. Obecnie dzieła Andrzeja Jerzego Gondka znajdują się głównie w zbiorach Muzeum Narodowego w Szczecinie, w tym rzeźba zatytułowana Inżynier. Muzeum Archeologiczno-Historyczne w Stargardzie posiada wśród swoich eksponatów rzeźby: Kobieta w sukni, Kobieta z uniesionymi rękoma, Światowid.
W zbiorach Książnicy Stargardzkiej znajduje się rzeźba Rycerz wykonana z drewna.

## Działalność artystyczna
Należał do Stargardzkiej Grupy Plastycznej, w ramach której współpracował z takimi twórcami jak: Renata Figarska, Tadeusz Gołąb, Edmund Gunsz, Ryszard Manna, Marian Olejniczak, Sławomir Preiss. Osoby te przygotowały projekt stargardzkiego amfiteatru czy galerii Start-Art, którą otworzono w 1978 roku w zabytkowych piwnicach biblioteki miejskiej zlokalizowanej przy ulicy Mieszka I 1. Władze Stargardu przeznaczyły na pracownię rzeźbiarską odbudowaną Bramę Portową.

## Upamiętnienie
Stargardzkie Stowarzyszenie Miłośników Sztuk Plastycznych zainicjowało Nagrodę im. Andrzeja Gondka, przyznawaną za osiągnięcia w dziedzinie plastyki artystom działającym na terenie Stargardu. Pierwszym laureatem w 1996 r. został artysta malarz Marian Olejniczak.